# Ciúmes Demais
«Ciúmes Demais» es una canción de la cantante y compositora brasileña Paula Fernandes, incluido en su sexto album de estudio  11:11 (2023). La canción se lanzó a la radio como el sexto sencillo del álbum el 26 de enero de 2023. El video musical se lanzó el 27 de enero..

## Lista de canciones
- Sencillo CD/Descarga digital

| Ciúmes Demais — Sencillo |                 |          |  |
| N.º                      | Título          | Duración |  |
| 1.                       | «Ciúmes Demais» | 2:50     |  |